# Monomorium aberrans
Monomorium aberrans är en myrart som beskrevs av Auguste-Henri Forel 1902. Monomorium aberrans ingår i släktet Monomorium och familjen myror. Inga underarter finns listade i Catalogue of Life.